# Karmosinsolfågel
Karmosinsolfågel (Aethopyga siparaja) är en liten och färgglad asiatisk fågel i familjen solfåglar med vid utbredning från Indien till Filippinerna och Indonesien.

## Utseende
Karmosinsolfågel är en i handräkt färgsprakande solfågel, med karmosinrött på huvud, rygg och bröst, grön- eller purpurglänsande hjässa och stjärt och gul övergump. Vissa populationer har kraftigt förlängda centrala stjärtfjädrar, vilket gör att hanens kroppslängd varierar, mellan 11,7 och 15 cm, medan honan är 10 cm lång.
De olika populationerna skiljer sig något i utseende. Nominatformen i Stora Sundaöarna har avsmalnad stjärt med förlängda mittersta stjärtpennor. Den är grönglänsande på hjässa, stjärt och i ett strupsidestreck. Det karmosinfärgade bröstet är lätt gulstreckat och resten av undersidan är grågul, medan vingarna är olivgrå. Västliga fåglar (exempelvis seheriae, se nedan) är något större med mycket längre centrala stjärtpennor, snarare bronsgrönt på hjässa och stjärt, övergumpen olivgrön med en dold gulaktig fläck och ljusare undersida.
Hanar på norra Sulawesi (flavostriata) skiljer sig genom mycket rött på vingarna, bredare gul övergump, mycket mörkare buk och kraftigare gulstreckat bröst. I Filippinerna är hanen större och mer långnäbbad än flavostriata, med avsmalnad stjärt, svartaktiga vingar med röda skuldror, orangegul övergump och svartaktig buk och undergump.
Honan har rundad, mörk stjärt med ljus spets. Ovansidan är olivgrön, mot övergumpen gulare. Undersidan är gulstreckad grå- eller olivgrön. I Filippinerna har den röda stjärtkanter och varierande inslag av rött på vingtäckare, skapularer och rygg.

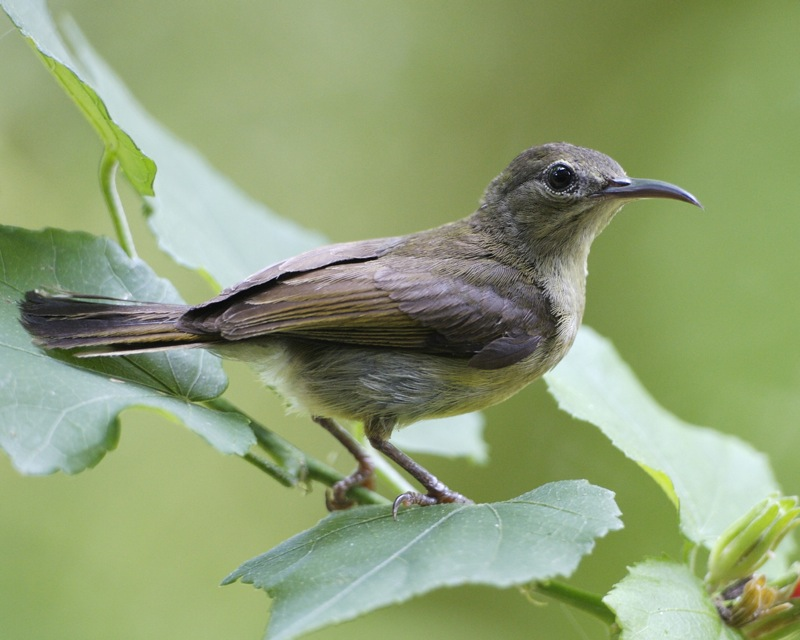
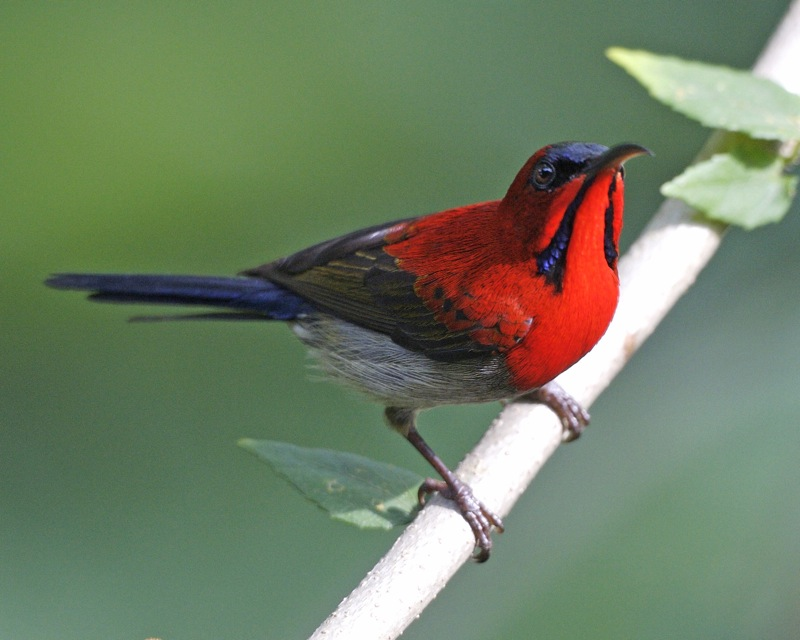
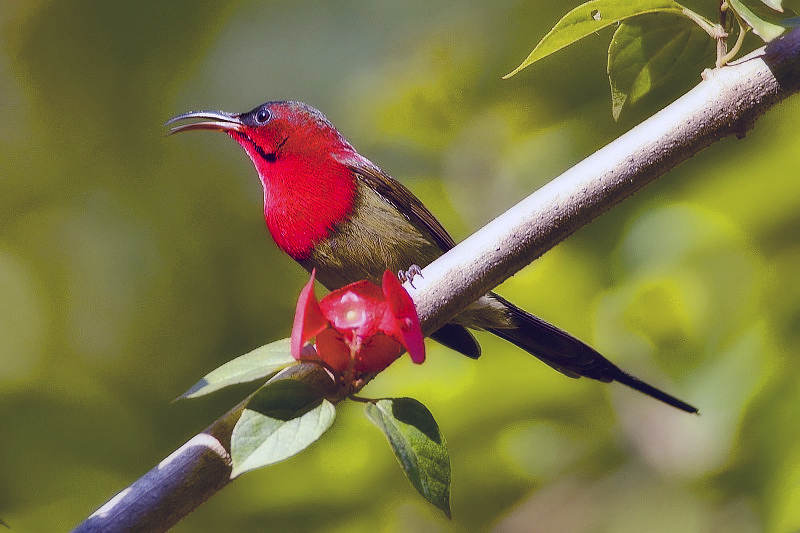

## Utbredning och systematik
Karmosinsolfågel delas in i 14 underarter med följande utbredning:
- Aethopyga siparaja seheriae – Nepal, Assam, Bangladesh, Myanmar, sydvästra Kina och nordvästra Thailand
- Aethopyga siparaja labecula – östra Himalaya (Bhutan till Arundal Pradesh, Assam och Bangladesh)
- Aethopyga siparaja owstoni – södra Kina (ön Naochow utanför Luichowhalvön)
- Aethopyga siparaja tonkinensis – södra Kina (sydöstra Yunnan) och nordöstra Vietnam
- Aethopyga siparaja mangini – sydöstra Thailand till centrala och södra Indokina
- Aethopyga siparaja insularis – ön Phu Quoc (utanför sydligaste Kambodja)
- Aethopyga siparaja cara – södra Myanmar, Thailand och Merguiarkipelagen
- Aethopyga siparaja trangensis – thailändska halvön, norra Malackahalvön och angränsande Myanmar
- Aethopyga siparaja siparaja – Malackahalvön, Sumatra, Borneo och intilliggande öar
- Aethopyga siparaja nicobarica – Nicobarerna
- Aethopyga siparaja heliogona – Java
- Aethopyga siparaja natunae – norra Natunaöarna
- Aethopyga siparaja flavostriata – norra Sulawesi
- Aethopyga siparaja beccarii – centrala, sydöstra och södra Sulawesi, öarna Buton, Pulau Muna och Pulau Kabaena

## Status och hot
Arten har ett stort utbredningsområde och det finns inga tecken på vare sig några substantiella hot eller att populationen minskar. Utifrån dessa kriterier kategoriserar IUCN arten som livskraftig (LC).